# Heyne Verlag

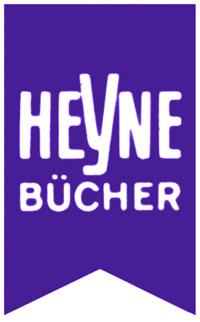
Företagets logotyp fram till 2003.

Heyne Verlag (även HEYNE) är ett tyskt bokförlag som ligger i München.
Förlaget grundades 1934 i Dresden och växte snabbt, men i februari 1945 sprängdes förlagshuset i bitar under bombningen av Dresden. 1948 flyttade familjen Heyne och förlaget till München. 1999 var förlaget ett av de största i Tyskland och såldes 2000 till den tyska mediekoncernen Axel Springer SE.  Sedan 2004 är förlaget en del av Verlagsgruppe Random House.
Heyne Verlag ger huvudsakligen ut genrerna fantasy, science fiction och skräck.